# Nooralia bulgannabooyanga
Nooralia bulgannabooyanga är en ringmaskart som beskrevs av San Martin 2002. Nooralia bulgannabooyanga ingår i släktet Nooralia och familjen Syllidae. Inga underarter finns listade i Catalogue of Life.